# Kris Richard
Kristopher Jameil Richard (n. 1 martie 1989, Beaumont⁠(d), Texas, SUA) este un baschetbalist profesionist român care joacă pentru CSM Oradea. De origine afro-americană, acesta reprezintă România la nivel internațional.